# Brug 1853
Brug 1853 is een artistiek kunstwerk in Amsterdam Nieuw-West.
In een eeuwenlang als agrarisch gebied gebruikt terrein werd in de jaren negentig de wijk Nieuw Sloten volgebouwd door de gemeente Amsterdam. Alhoewel de inrichting compleet wijzigde, moesten er voldoende afwateringskanalen overblijven of opnieuw gegraven worden, waaronder een ringsloot. In de noordwestelijke hoek van de wijk werd een verbinding gemaakt naar de Vrije Geer. Die verbinding werd geschikt gemaakt voor alleen voetgangers en fietsers, passend in het stelsel van gescheiden verkeersstromen dat her en der in de wijk is toegepast. De hoofdverkeersroute voor de gehele wijk is de Laan van Vlaanderen. De brug zorgt voor een directe verbinding tussen dorpskern Sloten en het eindpunt van Tram 2 op het Oudenaardeplantsoen.
Brug 1853 ligt over een deel van de ringsloot, hier Kerkersloot genoemd. Het zorgt voor verbinding in voet- en fietspad Antwerpenbaan. De brug maakt deel uit van een serie bruggen rondom de wijk, die een gemeenschappelijk ontwerp heeft. De standaardkleuren van bruggen in Amsterdam Nieuw-West zijn hier toegepast, blauw en wit. De bruggen uit de serie hebben een (witte) poort aan de zijde van de woonwijk. Deze poort geeft toegang tot de overspanning, die het uiterlijk heeft van een tuibrug maar met ongelijke ophanging. Omdat de Kerkersloot vrij breed is, moest deze brug voorzien worden van een (niet centraal geplaatste) brugpijler. De overspanning wordt begrensd door blauwe leuningen annex balustraden. In die balustraden zijn zeshoeken uitgespaard. De brug komt uit circa 1994 en is ontworpen door Moshé Zwarts van ZJA (Zwarts & Jansma). Ze omschreven de bruggen als “stalen hijskranen die op poten in het water staan”. Zij gaven aan dat het ontwerp van de brug gebaseerd is op de indeling van de terreinen. De zware betonnen poort staat in het stedelijk gebied, het andere uiteinde is geheel open gelaten erop wijzend dat hier landelijk (plat) gebied ligt.

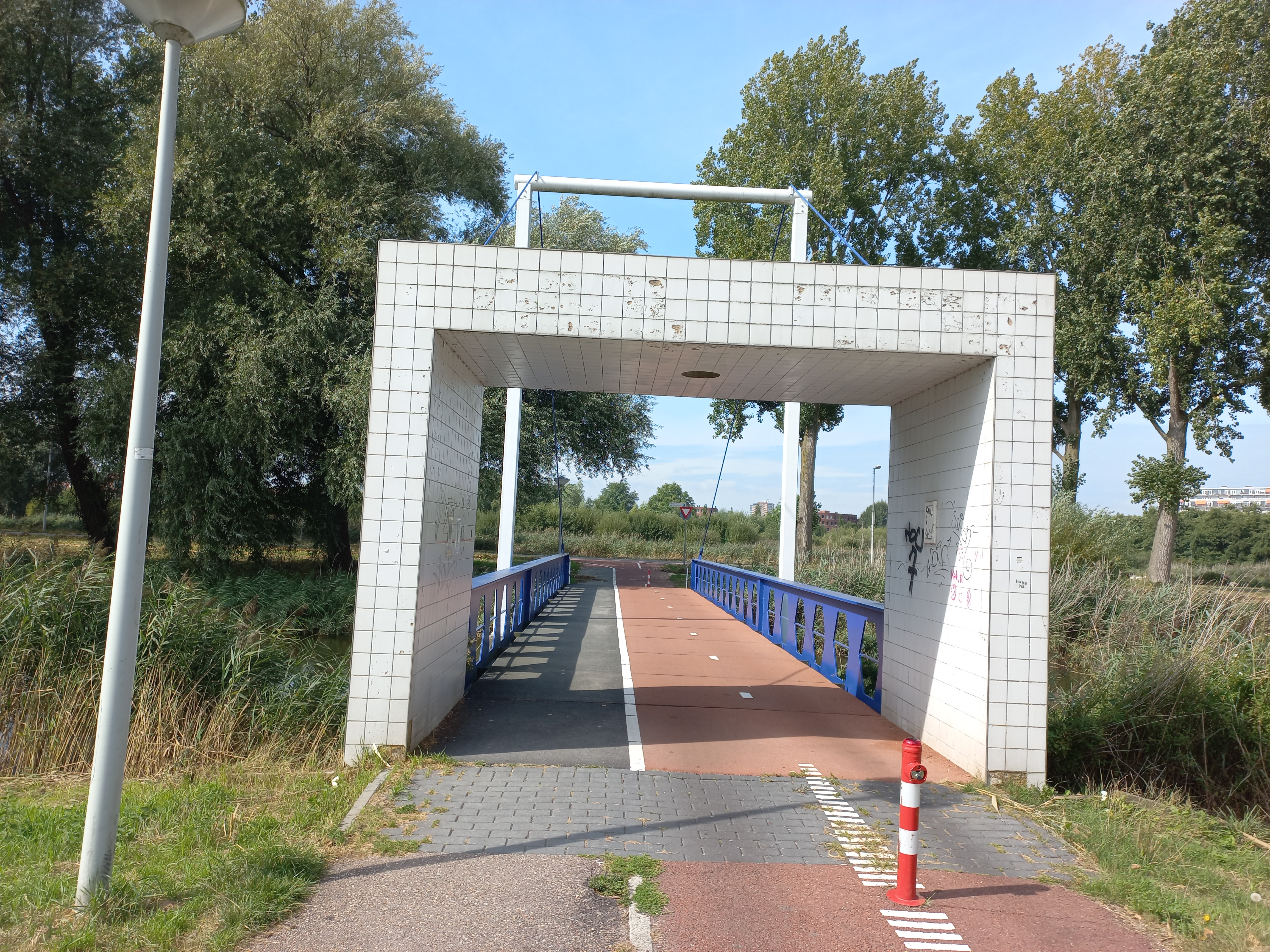
Van stad (poort) naar platteland (overspanning) (september 2022)

<<< · 1800 · 1801 · 1802 · 1803 · 1804 · 1805 · 1806 · 1807 · 1808 · 1809 ·  1810 · 1811 · 1812 · 1813 · 1814 · 1815 · 1816 · 1818 · 1819 · 1820 · 1821 · 1822 · 1823 · 1824 · 1826 · 1827 · 1828 · 1829 · 1830 · 1831 · 1832 · 1833 · 1834 · 1835 · 1836 · 1837 · 1838 · 1839 · 1840 · 1841 · 1842 · 1843 · 1844 · 1845 · 1846 · 1847 · 1848 · 1849 · 1850 · 1851 · 1852 · 1853 · 1854 · 1855 · 1856 · 1857 · 1858 · 1859 · 1860 · 1861 · 1862 · 1863 · 1864 · 1865 · 1866 · 1867 · 1868 · 1869 ·  1870 · 1871 · 1872 · 1873 · 1874 · 1875 · 1876 · 1877 · 1879 ·  1880 · 1881 · 1882 · 1883 · 1884 · 1885 · 1886 · 1888 · 1889 · 1890 · 1891 · 1892 · 1893 · 1894 · 1895 · 1896 · 1897 · 1898 · 1899 · >>>
Brugnummers 1817, Brug 1819, 1820, 1825, 1878, 1887  zijn niet (meer) vergeven.